# Stammtisch

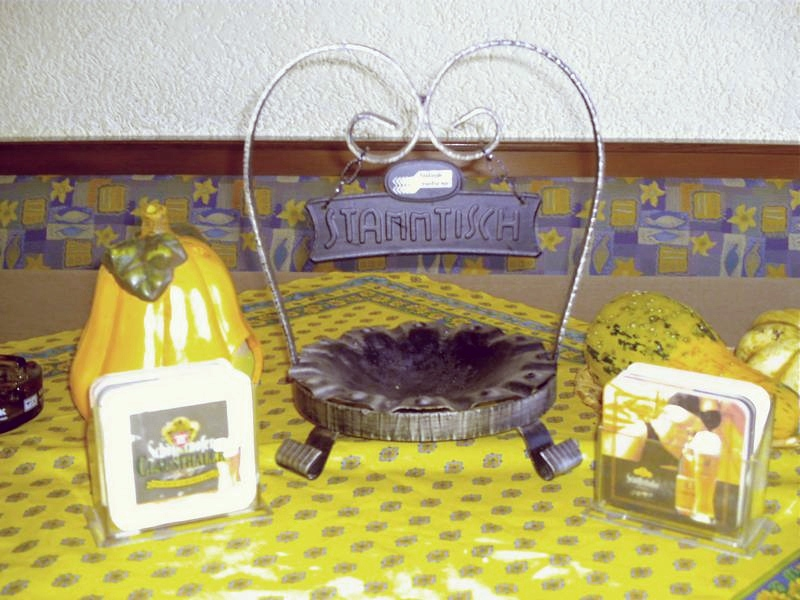
Можливою позначкою місця зібрання є особлива попільничка

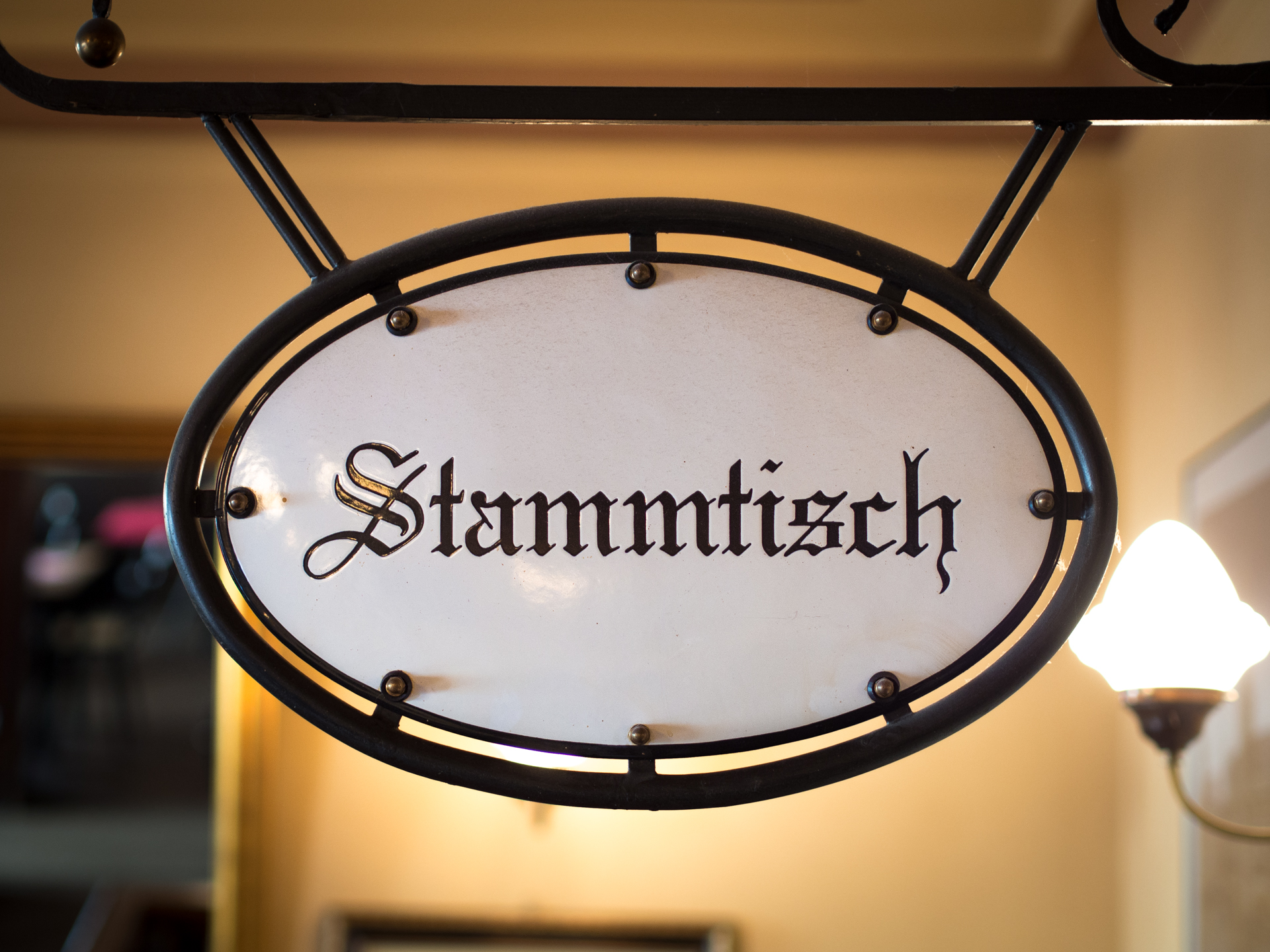
Емальований знак Stammtisch в Мюнхенському барі

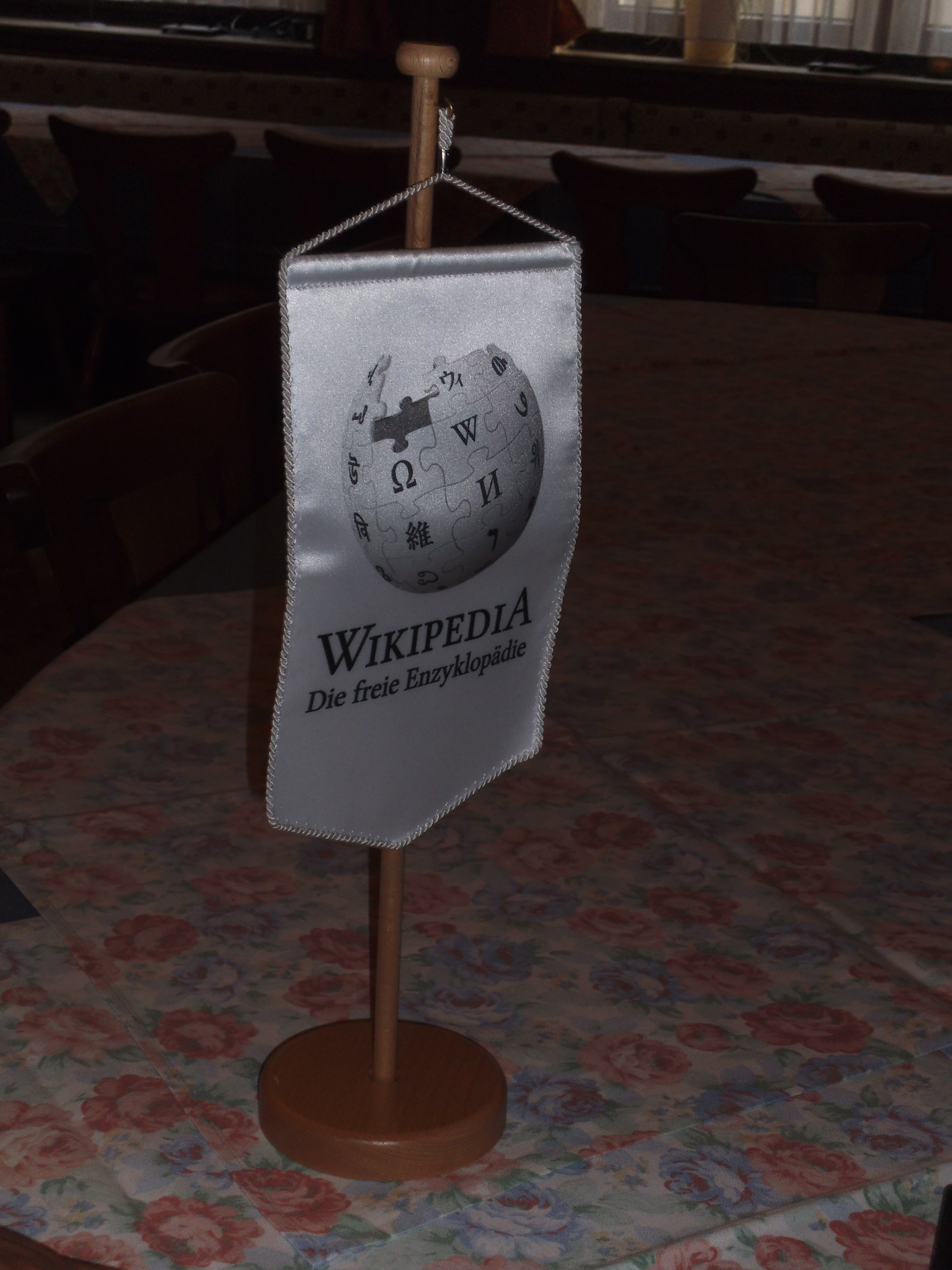
Прапорець вікіпедійних зустрічей в Дуйсбургу

Stammtisch (ˈʃtamtɪʃ, штамтіш, досл. з німецької "регулярний стіл") – це група деяких осіб, яка влаштовує регулярні зустрічі в локалі (кафе/ресторані/барі/приміщенні для зібрань), так і (переважно великий і часто круглий) сам стіл, за яким ця група збирається. Stammtisch - це не офіційна нарада, а просто дружня зустріч.
Традиційно стіл для зустрічі позначається якимось знаком, щоб зарезервувати його для учасників. Історично такі зустрічі включали соціалізацію, ігри в карти і часто політичні або філософські дискусії. Слова "Stammtischpolitik" (український відповідник - кухонна політика) та "Stammtischniveau" (рівень Stammtisch), символізують простоту дискусій в Stammtisch, і використовуються як метафори поза Stammtisch.

## Історія

### Минуле
В сільській місцевості бути частиною Stammtisch часто пов'язувалось з певним соціальним статусом. В другій половині 19-того століття, Stammtisch зазвичай складався з місцевих поважних осіб, таких як мер міста, лікар, фармацевт, вчитель, лісник чи багаті фермери. Пропонувати незнайомцю місце в Stammtisch було знаком надзвичайного цінування. Подібно було й у випадку з посиденьками письменників та інших митців в кафе.
Ця культура все ще поширена в іспаномовних та португаломовних країнах в формі «Тертулій». У Великій Британії та Ірландії багато пабів задовольняли цю функцію надаючи окремі задні кімнати (якщо не було швейцара). В США теж поширені подібні групи (змальовані наприклад в серіалі Cheers).

### Сучасність
В наш час Stammtisch не пов’язаний з соціальним статусом. Його використовують для обміну спільними зацікавленнями та соціалізації.

## В Україні
В Україні для таких зустрічей не використовується термін Stammtisch, хоча подібні поняття і явища, безперечно, існують та існували здавна. 
Відомим прикладом є шотландська математична школа — група математиків, які жили в місті Львові між 1918 та 1939 роками, працювали разом, періодично збиралися в «Шотландській кав'ярні» для обговорення різних математичних проблем.
Регулярні зустрічі вікіпедистів називаються вікічетвергами.

## Зноски
1. ↑  Вікіпедія:Вікізустрічі/Вікічетвер